# اولاد عنتر
اولاد عنتر (به عربی: أولاد عنتر) یک شهرداری در الجزایر است که در استان مدیه واقع شده‌است. اولاد عنتر ۲٬۰۳۳ نفر جمعیت دارد.